# Mil Palmeras
Mil Palmeras is de naam van een urbanisatie en zandstrand in de deelgemeente Orihuela-Costa binnen de gemeente Orihuela aan de Costa Blanca in de provincie Alicante in de Spaanse autonome regio Valencia. Mil Palmeras ligt ongeveer 14,7 km ten zuiden van de havenstad Torrevieja aan de Spaanse oostkust. In 2010 telde Mil Palmeras 1384 inwoners.(Bron INE 2010)

## Toponymie
Mil Palmeras betekent letterlijk uit het spaans vertaald duizend palmbomen.

## Strand
Het gelijknamige witte zandstrand Mil Palmeras ligt het meest zuidelijk in een reeks van zes stranden van deelgemeente Orihuela-Costa en grenst in het noorden aan het strand Campoamor en in het zuiden aan het strand Torre De La Horadada. Het heeft een lengte van 346 meter en breedte van 45 meter. Verder zijn er op het strand o.a. een strandwacht, vlonders tot aan het strand, douches, een zone voor spelen en een speciale toegang voor mindervaliden. Het strand is onderscheiden met de Blauwe Vlag.

## Urbanisatie
Urbanisatie Mil Palmeras ligt aan de monding van de rivier Seco.
Mil Palmeras grenst in het noorden aan de urbanisaties Dehesa De Campoamor, Pilar De La Horadada in het westen en Torre De La Horadada in het zuiden. In het oosten ligt Mil Palmeras aan de Middellandse Zee. Mil Palmeras ligt ten zuiden van de autoweg N-332, die evenwijdig ligt aan de Spaanse oostkust. Aan de noordwest zijde ligt de autosnelweg AP-7.
Mil Palmeras ligt grotendeels in het grondgebied van de gemeente Pilar De La Horadada en voor een klein gedeelte in de gemeente Orihuela.

## Postcodegebied
Mil Palmeras ligt gedeeltelijk in het postcode-gebied van Orihuela (03189) en gedeeltelijk van Pilar de la Horadada (03190-03191 en 03192).

## Klimaat
Mil Palmeras kent een aangenaam zeeklimaat met een gemiddelde temperatuur van 20 °C en 300 zonnige dagen per jaar.

## Leefklimaat
Door de afwezigheid van zware industrie en aanwezigheid van de grote salinas (zoutmeren) in de omgeving, staat de lucht in de regio bekend als zeer schoon. Het gebied is daarom in trek bij ouderen en zieken met allerlei chronische gezondheidsklachten. Er wordt wel gezegd, dat de omgeving de gezondheid bevordert vanwege de relatief hoge concentraties jodium in de lucht door de aanwezigheid van de salinas. In de omgeving zijn veel klinieken voor hart-en vaatziekten, reuma en huidaandoeningen.

## Bezienswaardigheid
Ten noorden van Mil Palmeras liggen de Salinas van Torrevieja en La Mata. Dit is een beschermd natuurgebied, waar flamingo's in het wild te zien zijn.